# Lucio Furio Purpúreo
Lucio Furio Purpúreo  fue un militar y político romano, tribuno militar en el año 210 a. C., bajo el mando del cónsul Marco Claudio Marcelo (cónsul 222 a. C.), y pretor en 200 a. C., año en que obtuvo la Galia Cisalpina como su provincia.
Obtuvo una brillante victoria sobre los galos, que habían puesto sitio a Cremona bajo el mando del cartaginés Amílcar. Más de treinte y cinco mil galos fueron muertos o hechos prisioneros y Amílcar y tres nobles jefes galos también cayeron en la batalla. El Senado votó una acción de gracias de tres días como consecuencia de esta victoria y el honor de un triunfo se le concedió a Purpúreo, aunque no sin cierta oposición.
Fue cónsul en el año 196 a. C. con Marco Claudio Marcelo y con su colega derrotó a los boyos. Purpúreo prometió tres templos dedicados a Júpiter, dos en la guerra contra los galos durante su cargo de pretor y el otro durante su consulado: uno de ellos fue consagrado en 194 a. C. y los otros dos en el año 192 a. C.
Después de la derrota de Antíoco III el Grande por Lucio Cornelio Escipión Asiático, Purpúreo fue uno de los diez comisionados enviados por el Senado para resolver los asuntos de Asia. Se le vuelve a mencionar en el año 187 a. C. como uno de los más vehementes opositores del triunfo de Cneo Manlio Vulsón.
Fue uno de los candidatos a la censura en el año 184 a. C., cuando Lucio Valerio Flaco y Catón el Viejo fueron elegidos.
Al año siguiente, 183 a. C., fue enviado con otros dos senadores como embajador a la Galia Transalpina y esta es la última vez que su nombre aparece mencionado en los anales.